# Icelita cirrholepida
Icelita cirrholepida är en fjärilsart som beskrevs av Clarke 1976. Icelita cirrholepida ingår i släktet Icelita och familjen vecklare. Inga underarter finns listade i Catalogue of Life.